# 360 هـ
360 هـ هي سنة في التقويم الهجري امتدت مقابلةً في التقويم الميلادي بين سنتي 970 و971.

## وفيات
- أبو الحسن الطبري
- أبو بكر الدقي
- ابن العميد
- ابن لنكك
- حمزة الأصفهاني
- كشاجم
- الآجري
- الطبراني
- ابن فلاح الكتامي